# اچ‌ام‌سی‌اس شاوینیگان (ام‌ام ۷۰۴)
اچ‌ام‌سی‌اس شاوینیگان (ام‌ام ۷۰۴) (به انگلیسی: HMCS Shawinigan (MM 704)) یک کشتی است که طول آن ۵۵٫۳ متر (۱۸۱٫۴۳ فوت) می‌باشد. این کشتی در سال ۱۹۹۶ ساخته شد.